# Strijkkwartet nr. 1 (Heyerdahl)
Anders Heyerdahl componeerde zijn Strijkkwartet nr. 1 (Kwartet voor twee violen, altviool en cello) in zijn latere jaren. Het romantische strijkkwartet in A majeur is het enige strijkkwartet van deze Noorse componist dat is uitgegeven. Breitkopf & Härtel gaf het uit rond 1913. Het kwartet werd uitgevoerd op 3 december 1913 toen er een concertavond werd georganiseerd voor de dan al 80-jarige componist. Het werk werd uitgevoerd door het damesstrijkkwartet Sandsvolk bestaande uit  Signe Sandvold, Villen Dannevig (viool), Ellen Riegels (altviool) en Gunvor Sandvold (cello). Signe en Gunvor zijn zusters van de pianist Arild Sandvold, ook aanwezig die avond. Plaats van handeling was de grote concertzaal van Bøndernes Hus in Christiania. Of het werk daarna nog is uitgevoerd is onbekend.
Het strijkkwartet bestaat uit vier delen:
- Allegro moderato
- Serenade
- Scherzo
- Allegro